# Gerbstedt
Gerbstedt is een stad in de Duitse deelstaat Saksen-Anhalt, en maakt deel uit van de Landkreis Mansfeld-Südharz.
Gerbstedt telt 6.964 inwoners.

## Indeling stad
De stad bestaat naast de kern Gerbstedt uit de volgende Ortschaften:
| - Augsdorf - Bösenburg - Hübitz - Freist | - Friedeburg (Saale) - Friedeburgerhütte - Heiligenthal - Ihlewitz | - Rottelsdorf - Siersleben - Welfesholz - Zabenstedt |

evenals de Ortsteile:
- Adendorf (Ortschaft Friedeburgerhütte)
- Elben (Ortschaft Freist)
- Helmsdorf (Ortschaft Heiligenthal)
- Königwiek (Ortschaft Freist)
- Lochwitz (Ortschaft Heiligenthal)
- Pfeiffhausen (Ortschaft Ihlewitz)
- Reidewitz (Ortschaft Freist)
- Straußhof (Ortschaft Ihlewitz)
- Thaldorf (Ortschaft Ihlewitz)
- Thondorf (Ortschaft Siersleben)
- Zabitz (Ortschaft Freist)

de Gewerbegebiete:
- Apfelborn (Ortschaft Hübitz)
- Otto-Brosowski-Schacht (Ortschaft Augsdorf)

en Wohnplätze:
- Thomas-Müntzer-Siedlung (Ortschaft Friedeburg)
- Neue Siedlung (Ortschaft Friedeburg)
- Bahnhof Siersleben (Ortschaft Siersleben)

## Geschiedenis
Op 1 januari 2010 werden de tot dan toe zelfstandige gemeenten Augsdorf, Friedeburgerhütte, Gerbstedt, Hübitz, Ihlewitz, Rottelsdorf, Siersleben, Welfesholz en Zabenstedt samengevoegd in de nieuw opgerichte stad Gerbstedt. Op 24 januari 2010 volgden de gemeenten Friedeburg, Freist en Heiligenthal.
Ahlsdorf ·
Allstedt ·
Arnstein ·
Benndorf ·
Berga ·
Brücken-Hackpfüffel ·
Blankenheim ·
Bornstedt ·
Edersleben ·
Eisleben ·
Gerbstedt ·
Helbra ·
Hergisdorf ·
Hettstedt ·
Kelbra ·
Klostermansfeld ·
Mansfeld ·
Sangerhausen ·
Seegebiet Mansfelder Land ·
Südharz ·
Wallhausen ·
Wimmelburg